# La Charge de la cavalerie rouge
La Charge de la cavalerie rouge (en russe : Скачет красная конница) est une huile sur toile, peinte par Kasimir Malevitch entre 1928 et 1932.
Elle est actuellement exposée au musée Russe de Saint-Pétersbourg, en Russie.
Au dos du tableau est écrit : « Elle galope la cavalerie rouge (depuis la capitale d'octobre) pour défendre le pays soviétique. »